# Conn-Selmer
Conn-Selmer — американская корпорация по производству духовых, ударных и струнных музыкальных инструментов. Создана в 2003 году в городе Элкхарт (штат Индиана). Дочернее предприятие корпорации Steinway Musical Instruments.
Крупнейший американский производитель и экспортёр музыкальных инструментов. Эксклюзивный дистрибьютор компаний Henri Selmer Paris (кларнеты, саксофоны) и Yanagisawa (саксофоны).
Фабрики компании расположены в Элкхарте (штат Индиана), Кливленде и Истлейке (Огайо), Монро (Северная Каролина), Лагранже (Иллинойс; закрыта) и Кеноше (Висконсин; закрыта).

## Бренды
Бренды компании:
- Медные духовые:
  - Vincent Bach — мундштуки, трубы, корнеты, флюгельгорны, тромбоны.
  - Conn — валторны и другие.
  - Holton — валторны, тромбоны.
  - King — инструменты для маршевых оркестров.
- Деревянные духовые:
  - Armstrong — флейты, флейты-пикколо.
  - Leblanc — кларнеты.
  - Selmer (USA) — кларнеты, саксофоны, гобои, фаготы, флейты, также медные духовые.
- Ударные (изготавливаются в Китае):
  - Ludwig.
  - Musser.
- Струнные:
  - Scherl & Roth — скрипки, альты, виолончели, контрабасы (изготавливаются в Китае).

Бывшие бренды:
- Artley — кларнеты, флейты.
- Avanti — флейты.
- Benge — трубы, трубы-пикколо, тромбоны.
- Buescher — саксофоны, трубы, мелофоны.
- Cleveland — медные духовые.
- Emerson — флейты, флейты-пикколо.
- Galway Spirit Flutes (Hermann Beyer, Otto Bruckner) — флейты.
- King — саксофоны.
- Martin — трубы, тромбоны.
- Noblet — кларнеты.
- Vito — медные и деревянные духовые для студентов.